# 奥里希
奥里希（德語：Aurich，發音：[ˈaʊʁɪç] ⓘ，發音：[ˈau̯ɐk]）是德国下萨克森州奥里希县的城市，也是奥里希县的县治，面积197.29平方千米，2023年12月31日人口为43,375人。